# Хатынг-Тумул
Хатынг-Тумул — село в Олёкминском районе Республики Саха (Якутия) России. 

## География
Село находится в 160 километрах от Олёкминска. Близ Хатынг-Тумула Туолбачан впадает в Лену.

## Население
| 2002 | 2010 | 2021 |
| ---- | ---- | ---- |
| 10   | ↘9   | ↘6   |